# A Sad Dog's Story
A Sad Dog's Story è un cortometraggio muto del 1915 diretto da Richard Ridgely.

## Produzione
Il film fu prodotto dalla Edison Company.

## Distribuzione
Distribuito dalla General Film Company, il film - un cortometraggio in una bobina - uscì nelle sale cinematografiche USA l'8 maggio 1915.